# Anders Fredrik Granstedt
Anders Fredrik Granstedt, né le 24 janvier 1800 à Hanko et mort le 26 novembre 1849 à Helsinki, est un architecte finlandais.

## Biographie
Son père est l’architecte Pehr Granstedt et sa mère Johanna Fredrika Dubois. Son épouse est Wilhelmina Theodora Plantin, leur fils Theodor deviendra aussi architecte.

## Ouvrages principaux
- Église de Liminka – 1826
- Église de Luumäki - 1833

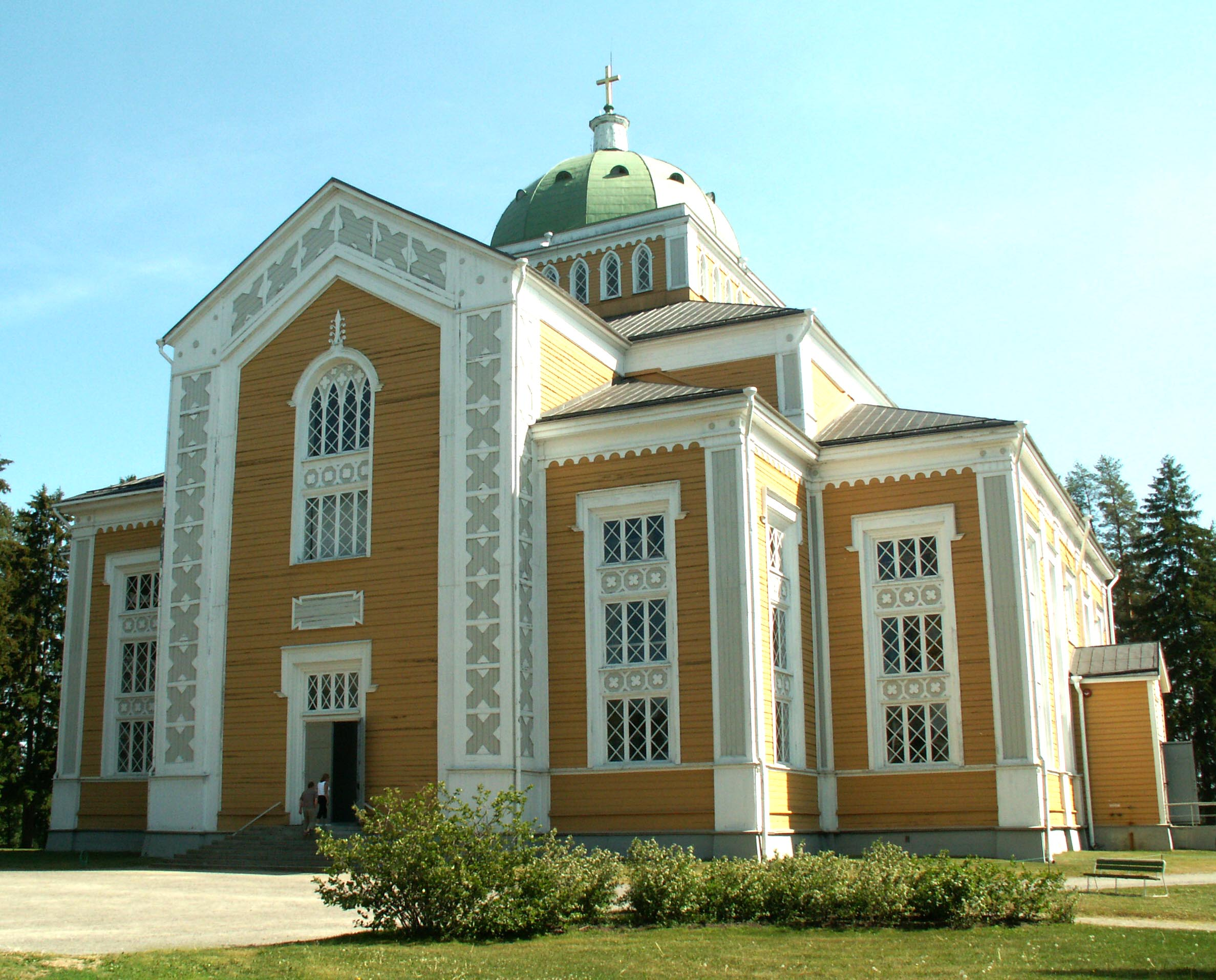
L'église de Kerimäki la plus grande église en bois au monde.

- Ambassade de Suède à Helsinki, – 1839
- Mairie de Raahe– 1839[2]
- Église d'Artjärvi – 1840
- Immeuble Palmqvist – 1840
- Ancien grenier de la Couronne, Oulu – 1841 à 1847
- Église de Kerimäki – 1847
- Église de Taivalkoski – 1844 à 1848[3]
- Manoir d'Erkylä (fi), Hausjärvi – 1845 à 1851
- Église de Saarijärvi, 1849
- Manoir de Pikkala, Siuntio – 1851
- Église de Karstula – 1853

## Littérature
- Ilmari Heikinheimo, Suomen elämäkerrasto, Helsinki, Werner Söderström Osakeyhtiö, 1955, p. 238

## Galerie

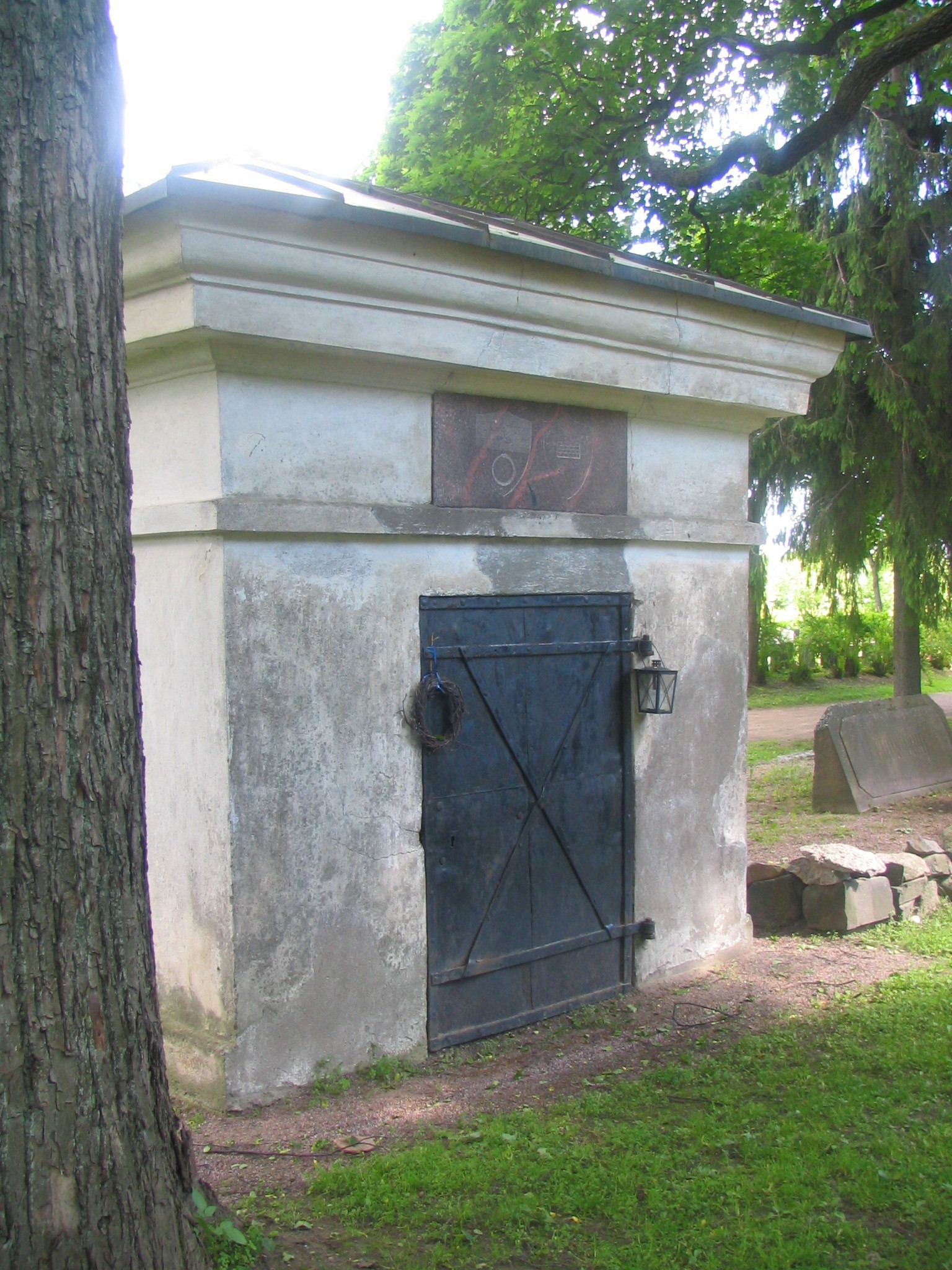
Tombeau de Carl Olof Cronstedt, Vantaa.
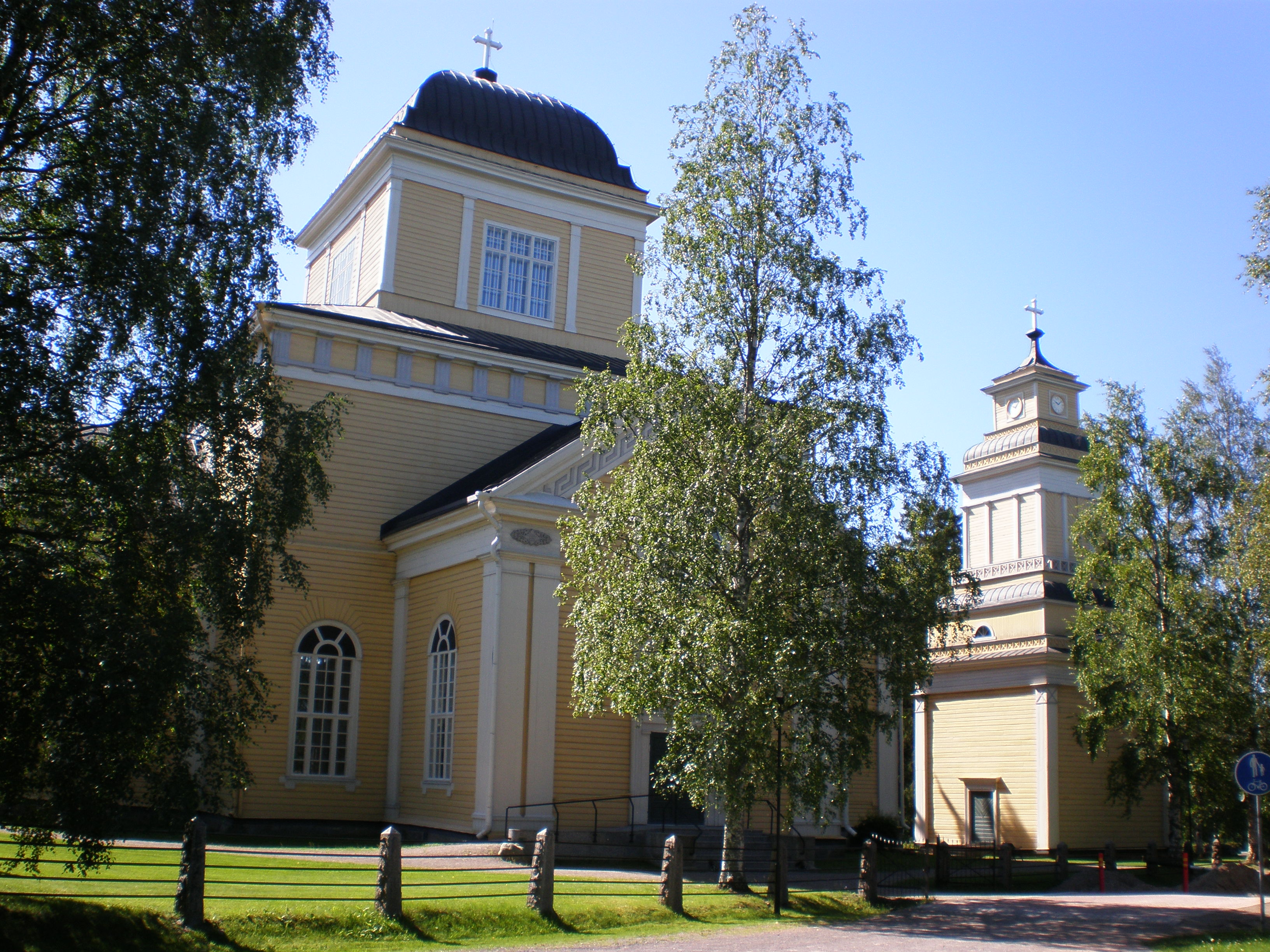
Église de Karstula.
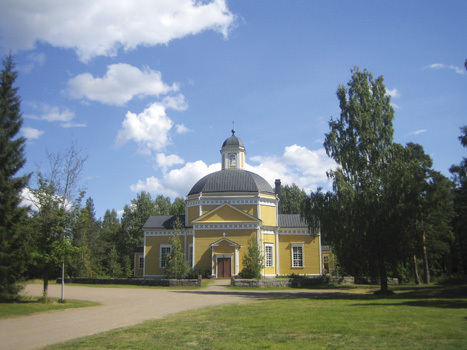
Église de Luumäki.
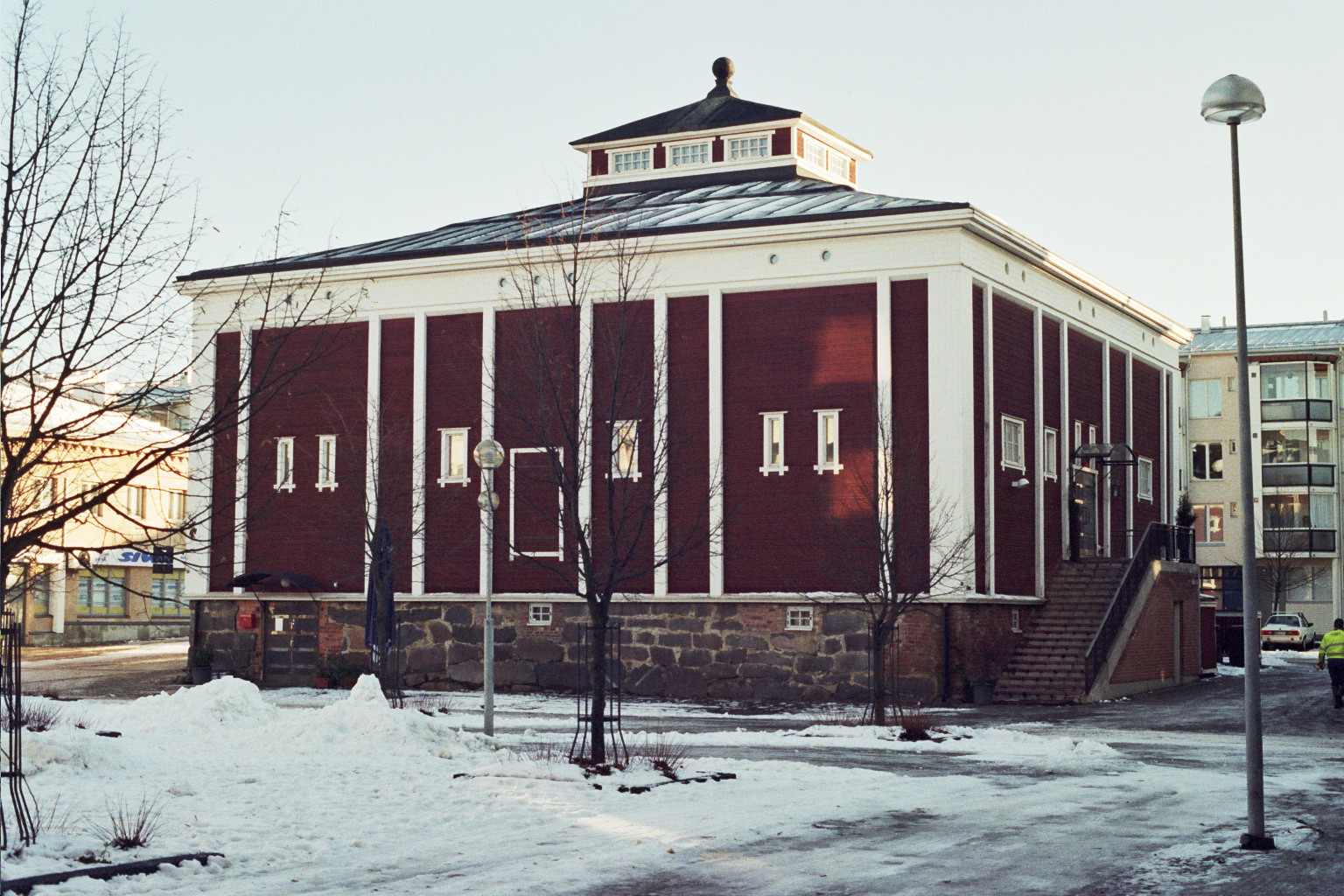
Ancien grenier de la couronne de Oulu.
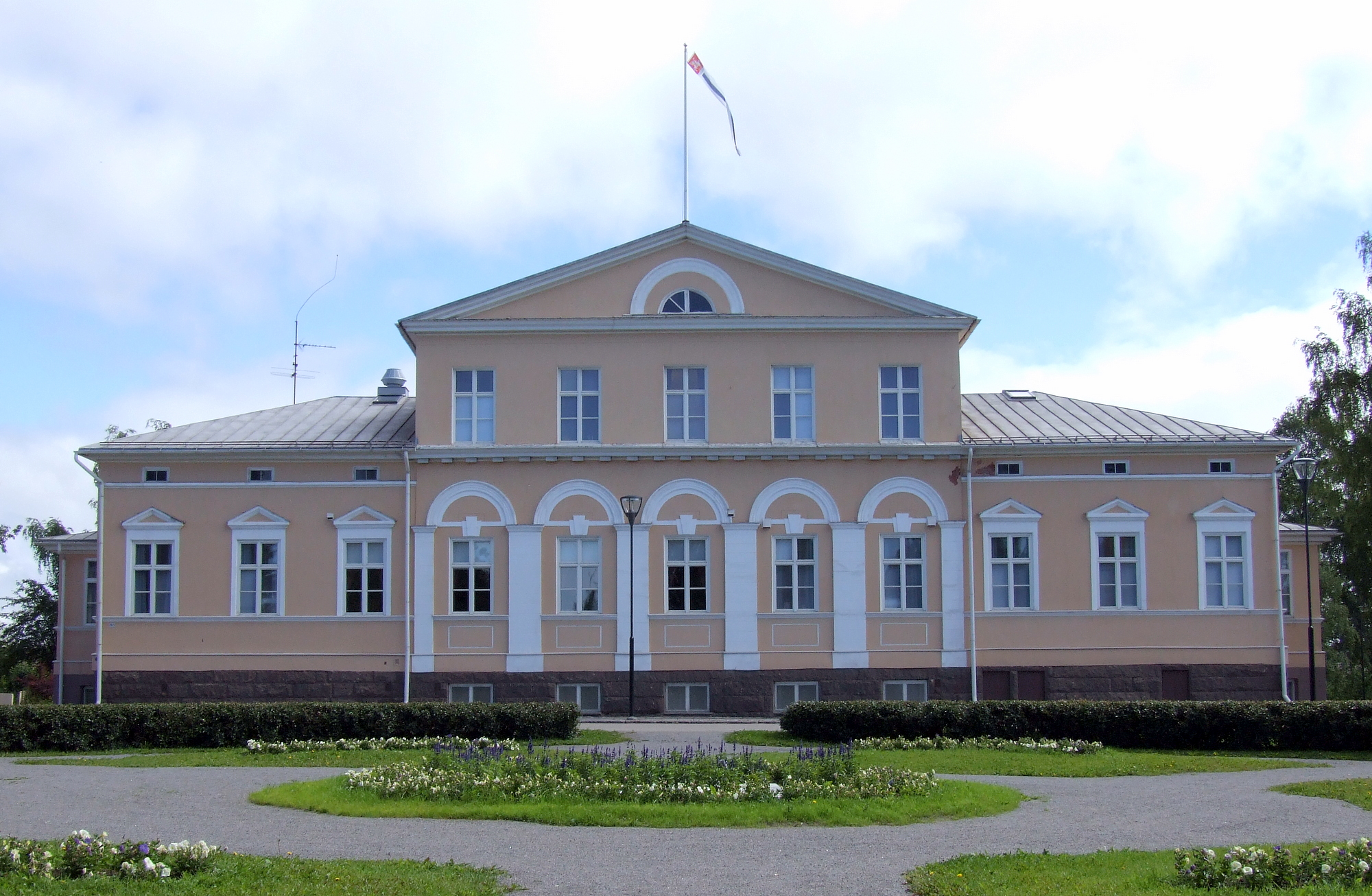
Mairie de Raahe.
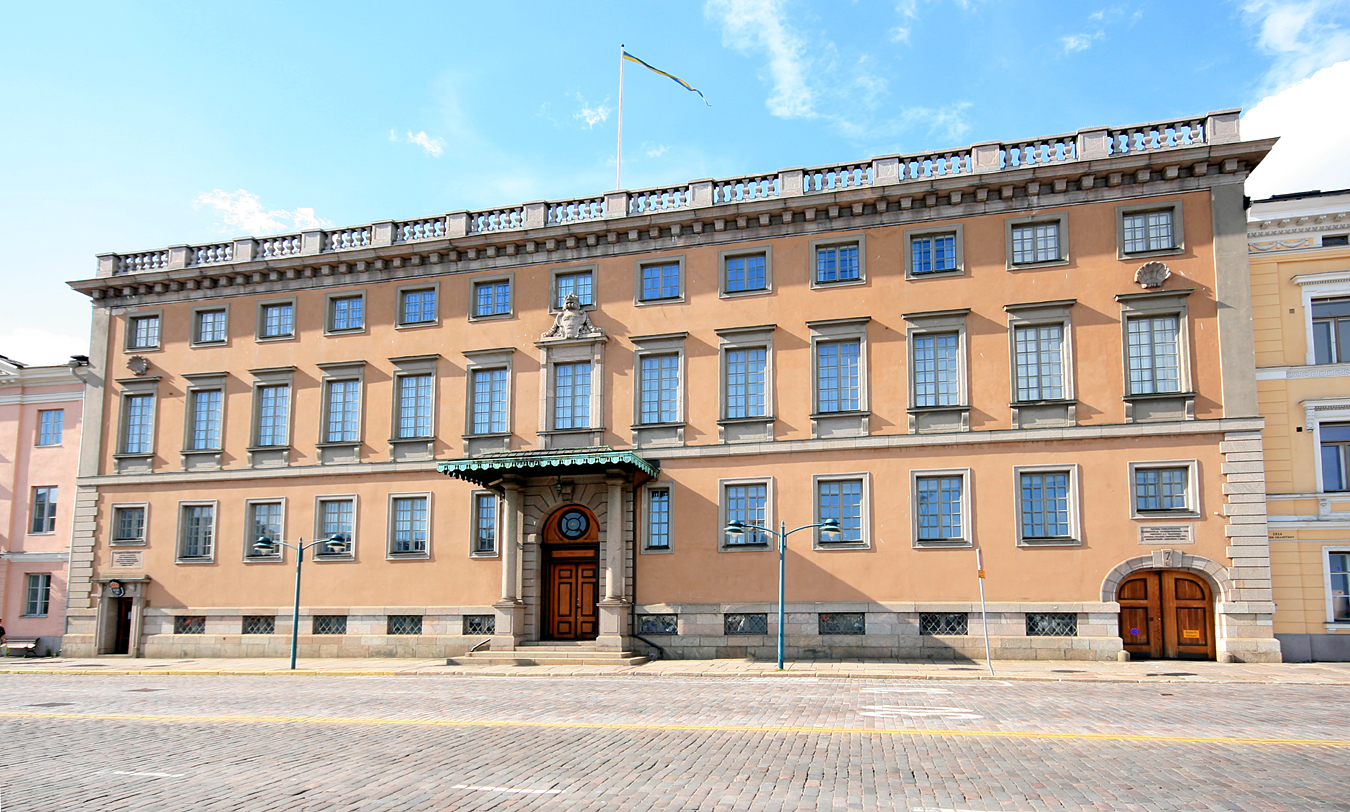
Ambassade de Suède à Helsinki.
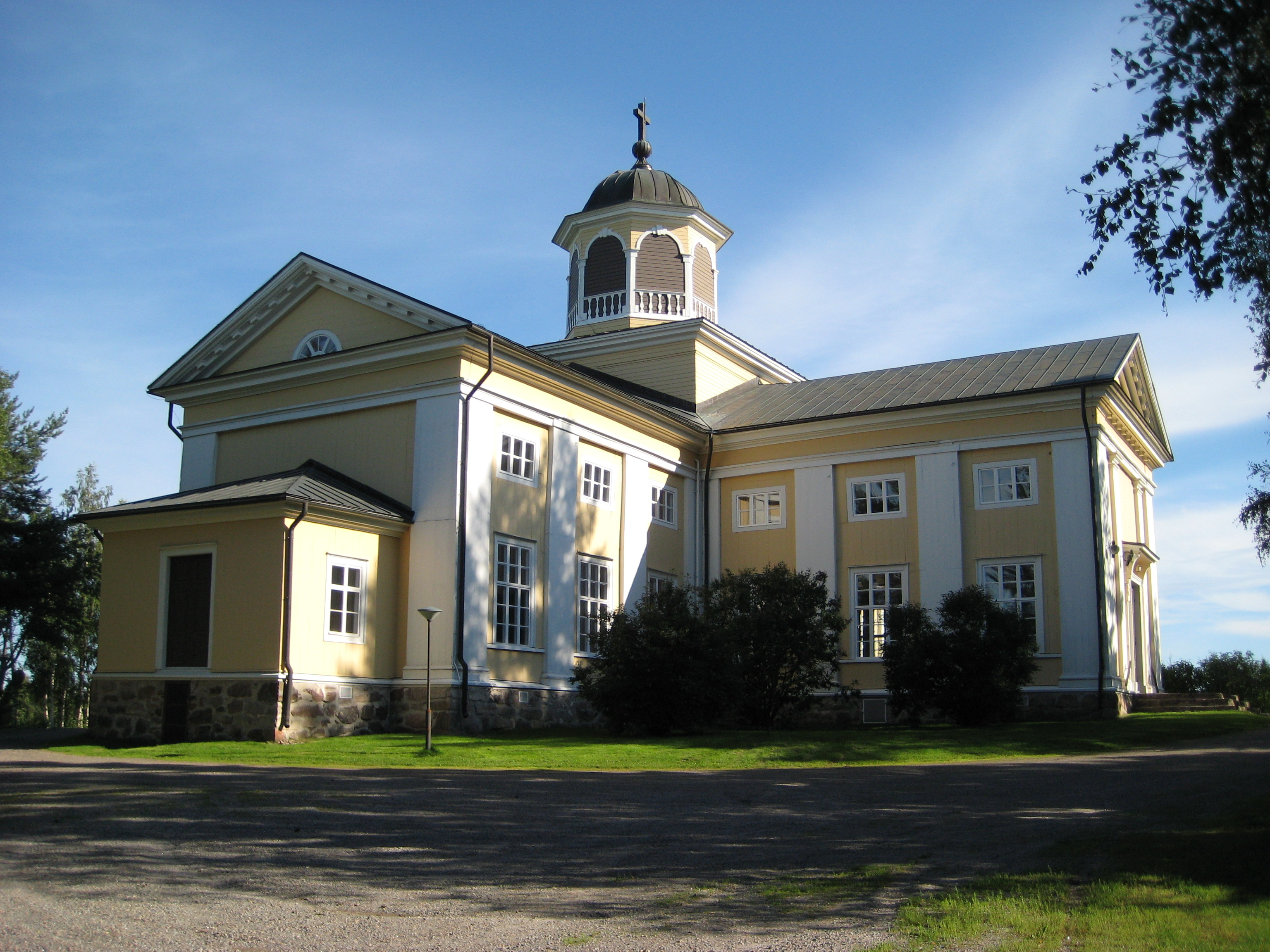
Église de Liminka.